# Llista de comtats de Nova Jersey

14 comtats de Nova Jersey del Nord pertanyen a l'àrea estadística combinada de Nova York: Bergen, Essex, Hudson, Hunterdon, Passaic, Mercer, Middlesex, Monmouth, Morris, Ocean, Somerset, Sussex, Union i Warren. 7 comtats de Nova Jersey del Sud pertanyen a l'àrea estadístidica combinada de Filadèlfia: Atlantic, Cape May, Burlington, Camden, Cumberland, Gloucester i Salem.

L'estat nord-americà de Nova Jersey, un estat de la regió de l'Atlàntic Mitjà al nord-est dels Estats Units d'Amèrica, s'organitza en 21 comtats. Un comtat ocupa el nivell de govern entre les autoritats estatals i municipals. Aquests comtats en conjunt contenen 565 unitats de govern local. A diferència de molts estats, tot el territori de Nova Jersey està inclòs en algun tipus d'entitat local. Aquestes entitats inclouen:
- 250 burgs (boroughs)[2]
- 244 municipis (townships)
- 52 ciutats (cities)
- 15 pobles (towns)
- 4 viles (villages)[1]

El comtat més poblat de l'estat és el comtat de Bergen amb més de 978.000 habitants segons l'estimació del cens de 2024, mentre que el comtat de Salem és el de menys població amb uns 65.000 habitants. Burlington és el comtat més extens amb una superfície de 2.080 km²  mentre que el de Hudson és el de menys extensió amb només 120 km² de superfície.

## Govern
El govern d'un comtat a Nova Jersey inclou una legislatura (denominada de manera única com una Board of Chosen Freeholders a l'estat), un xèrif o agutzil (sheriff), un secretari (clerk) i un jutge del tribunal de successions (surrogate). Tots aquests funcionaris són elegits pels residents del comtat. Alguns comtats també tenen un executiu de comtat (county executive), que també és elegit pels residents. Els comtats solen fer tasques com el manteniment de les presons, els parcs locals i certes carreteres. El lloc de l'administració i dels tribunals d'un comtat es diu la seu de comtat (county seat).

## Comtats actuals
| Comtat     | Codi FIPS                                | Seu de comtat        | Fundació | Populació | km²     | Divisió metropolitana                      | Àrea estadística metropolitana             | Àrea estadística combinada              | Web                                   |
| ---------- | ---------------------------------------- | -------------------- | -------- | --------- | ------- | ------------------------------------------ | ------------------------------------------ | --------------------------------------- | ------------------------------------- |
| Atlantic   | 001Arxivat 2011-06-06 a Wayback Machine. | Mays Landing         | 1837     | 275.422   | 1439,26 | -                                          | Atlantic City-Hammonton (NJ)               | Filadèlfia-Reading-Camden (PA-NJ-DE-MD) |                                       |
| Bergen     | 003Arxivat 2011-06-25 a Wayback Machine. | Hackensack           | 1683     | 918.888   | 603,49  | Nova York-Jersey City-White Plains (NY-NJ) | Nova York-Newark-Jersey City (NY-NJ-PA)    | Nova York-Newark (NY-NJ-CT-PA)          |                                       |
| Burlington | 005Arxivat 2011-06-06 a Wayback Machine. | Mount Holly          | 1694     | 451.336   | 2068,31 | Camden (NJ)                                | Filadèlfia-Camden-Wilmington (PA-NJ-DE-MD) | Filadèlfia-Reading-Camden (PA-NJ-DE-MD) |                                       |
| Camden     | 007Arxivat 2011-06-06 a Wayback Machine. | Camden               | 1844     | 513.539   | 573,06  | Camden (NJ)                                | Filadèlfia-Camden-Wilmington (PA-NJ-DE-MD) | Filadèlfia-Reading-Camden (PA-NJ-DE-MD) |                                       |
| Cape May   | 009Arxivat 2011-06-06 a Wayback Machine. | Cape May Court House | 1692     | 96.304    | 651,20  | -                                          | Ocean City (NJ)                            | Filadèlfia-Reading-Camden (PA-NJ-DE-MD) | Arxivat 2004-06-24 a Wayback Machine. |
| Cumberland | 011Arxivat 2011-06-06 a Wayback Machine. | Bridgeton            | 1748     | 157.785   | 1252,78 | -                                          | Vineland-Bridgeton (NJ)                    | Filadèlfia-Reading-Camden (PA-NJ-DE-MD) |                                       |
| Essex      | 013Arxivat 2011-06-06 a Wayback Machine. | Newark               | 1683     | 513.539   | 573,06  | Newark (NJ-PA)                             | Nova York-Newark-Jersey City (NY-NJ-PA)    | Nova York-Newark (NY-NJ-CT-PA)          |                                       |
| Gloucester | 015Arxivat 2011-08-06 a Wayback Machine. | Woodbury             | 1686     | 289.586   | 834,00  | Camden (NJ)                                | Filadèlfia-Camden-Wilmington (PA-NJ-DE-MD) | Filadèlfia-Reading-Camden (PA-NJ-DE-MD) |                                       |
| Hudson     | 017Arxivat 2011-07-17 a Wayback Machine. | Jersey City          | 1840     | 652.302   | 119,63  | Nova York-Jersey City-White Plains (NY-NJ) | Nova York-Newark-Jersey City (NY-NJ-PA)    | Nova York-Newark (NY-NJ-CT-PA)          |                                       |
| Hunterdon  | 019Arxivat 2011-06-06 a Wayback Machine. | Flemington           | 1714     | 127.050   | 1108,05 | Newark (NJ-PA)                             | Nova York-Newark-Jersey City (NY-NJ-PA)    | Nova York-Newark (NY-NJ-CT-PA)          |                                       |
| Mercer     | 021Arxivat 2011-06-06 a Wayback Machine. | Trenton              | 1838     | 368.303   | 581,61  | -                                          | Trenton (NJ)                               | Nova York-Newark (NY-NJ-CT-PA)          | Arxivat 2016-03-24 a Wayback Machine. |
| Middlesex  | 023Arxivat 2011-06-30 a Wayback Machine. | New Brunswick        | 1683     | 823.041   | 800,07  | Nova York-Jersey City-White Plains (NY-NJ) | Nova York-Newark-Jersey City (NY-NJ-PA)    | Nova York-Newark (NY-NJ-CT-PA)          | Arxivat 2014-11-08 a Wayback Machine. |
| Monmouth   | 025Arxivat 2011-06-06 a Wayback Machine. | Freehold             | 1683     | 629.384   | 1214,16 | Nova York-Jersey City-White Plains (NY-NJ) | Nova York-Newark-Jersey City (NY-NJ-PA)    | Nova York-Newark (NY-NJ-CT-PA)          |                                       |
| Morris     | 027Arxivat 2011-07-03 a Wayback Machine. | Morristown           | 1739     | 497.999   | 1191,86 | Newark (NJ-PA)                             | Nova York-Newark-Jersey City (NY-NJ-PA)    | Nova York-Newark (NY-NJ-CT-PA)          | Arxivat 2015-11-27 a Wayback Machine. |
| Ocean      | 029Arxivat 2011-06-06 a Wayback Machine. | Toms River           | 1850     | 580.470   | 1628,53 | Nova York-Jersey City-White Plains (NY-NJ) | Nova York-Newark-Jersey City (NY-NJ-PA)    | Nova York-Newark (NY-NJ-CT-PA)          | Arxivat 2014-03-25 a Wayback Machine. |
| Passaic    | 031Arxivat 2011-08-11 a Wayback Machine. | Paterson             | 1837     | 502.885   | 478,09  | Nova York-Jersey City-White Plains (NY-NJ) | Nova York-Newark-Jersey City (NY-NJ-PA)    | Nova York-Newark (NY-NJ-CT-PA)          | Arxivat 2021-02-05 a Wayback Machine. |
| Salem      | 033Arxivat 2011-06-06 a Wayback Machine. | Salem                | 1694     | 65.774    | 859,62  | Wilmington (DE-MD-NJ)                      | Filadèlfia-Camden-Wilmington (PA-NJ-DE-MD) | Filadèlfia-Reading-Camden (PA-NJ-DE-MD) |                                       |
| Somerset   | 035Arxivat 2011-06-06 a Wayback Machine. | Somerville           | 1688     | 327.707   | 781,68  | Newark (NJ-PA)                             | Nova York-Newark-Jersey City (NY-NJ-PA)    | Nova York-Newark (NY-NJ-CT-PA)          | Arxivat 2017-10-10 a Wayback Machine. |
| Sussex     | 037Arxivat 2011-06-06 a Wayback Machine. | Newton               | 1753     | 147.442   | 1344,23 | Newark (NJ-PA)                             | Nova York-Newark-Jersey City (NY-NJ-PA)    | Nova York-Newark (NY-NJ-CT-PA)          |                                       |
| Union      | 039Arxivat 2011-08-16 a Wayback Machine. | Elizabeth            | 1857     | 543.976   | 266.41  | Newark (NJ-PA)                             | Nova York-Newark-Jersey City (NY-NJ-PA)    | Nova York-Newark (NY-NJ-CT-PA)          |                                       |
| Warren     | 041Arxivat 2011-08-05 a Wayback Machine. | Belvidere            | 1824     | 107.653   | 924.42  | -                                          | Allentown-Bethlehem-Easton (PA-NJ)         | Nova York-Newark (NY-NJ-CT-PA)          |                                       |

## Galeria

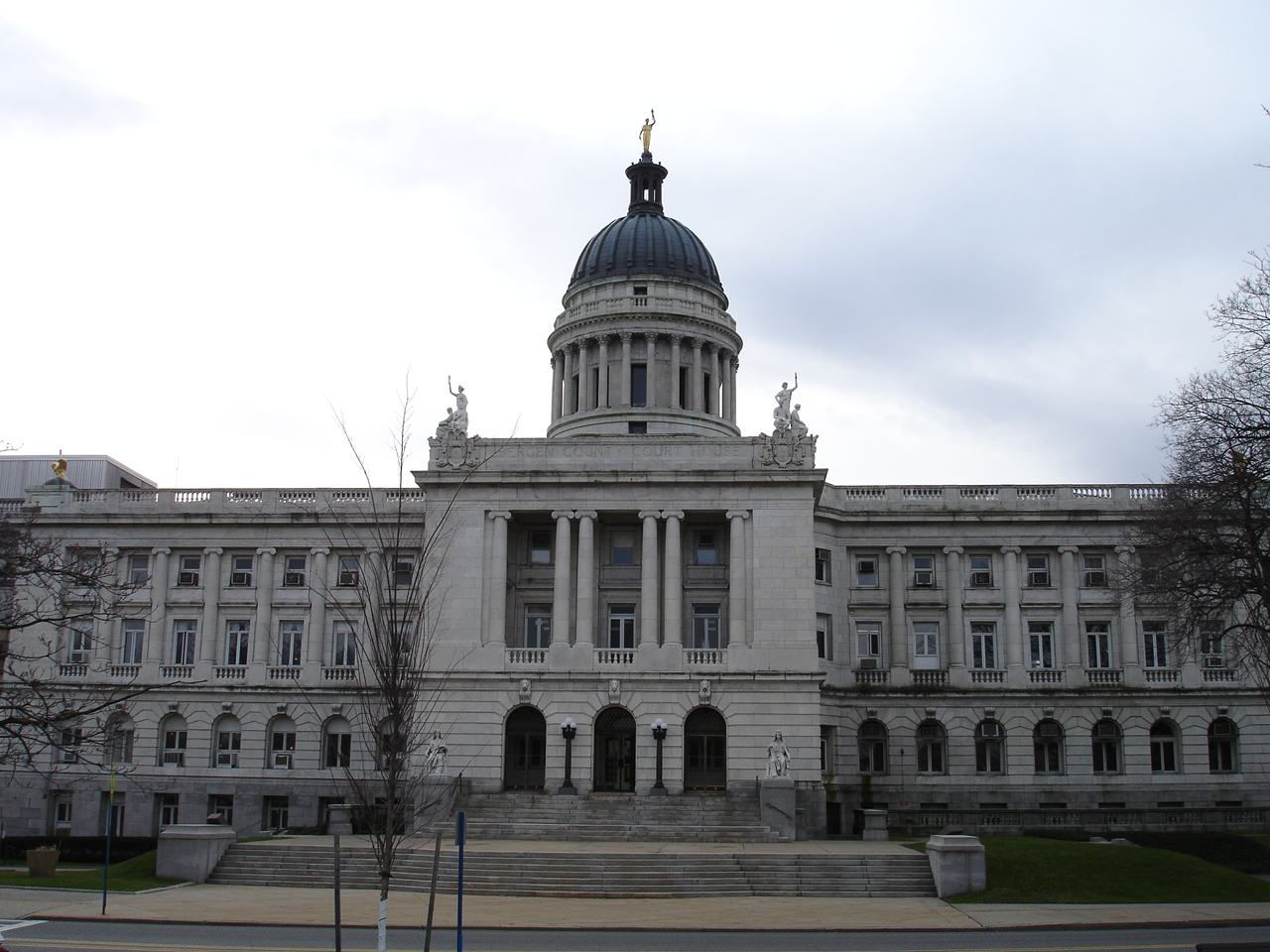
Bergen County Courthouse, un edifici inscrit en el Registre Nacional de Llocs Històrics, que serveix com a seu del Comtat de Bergen.
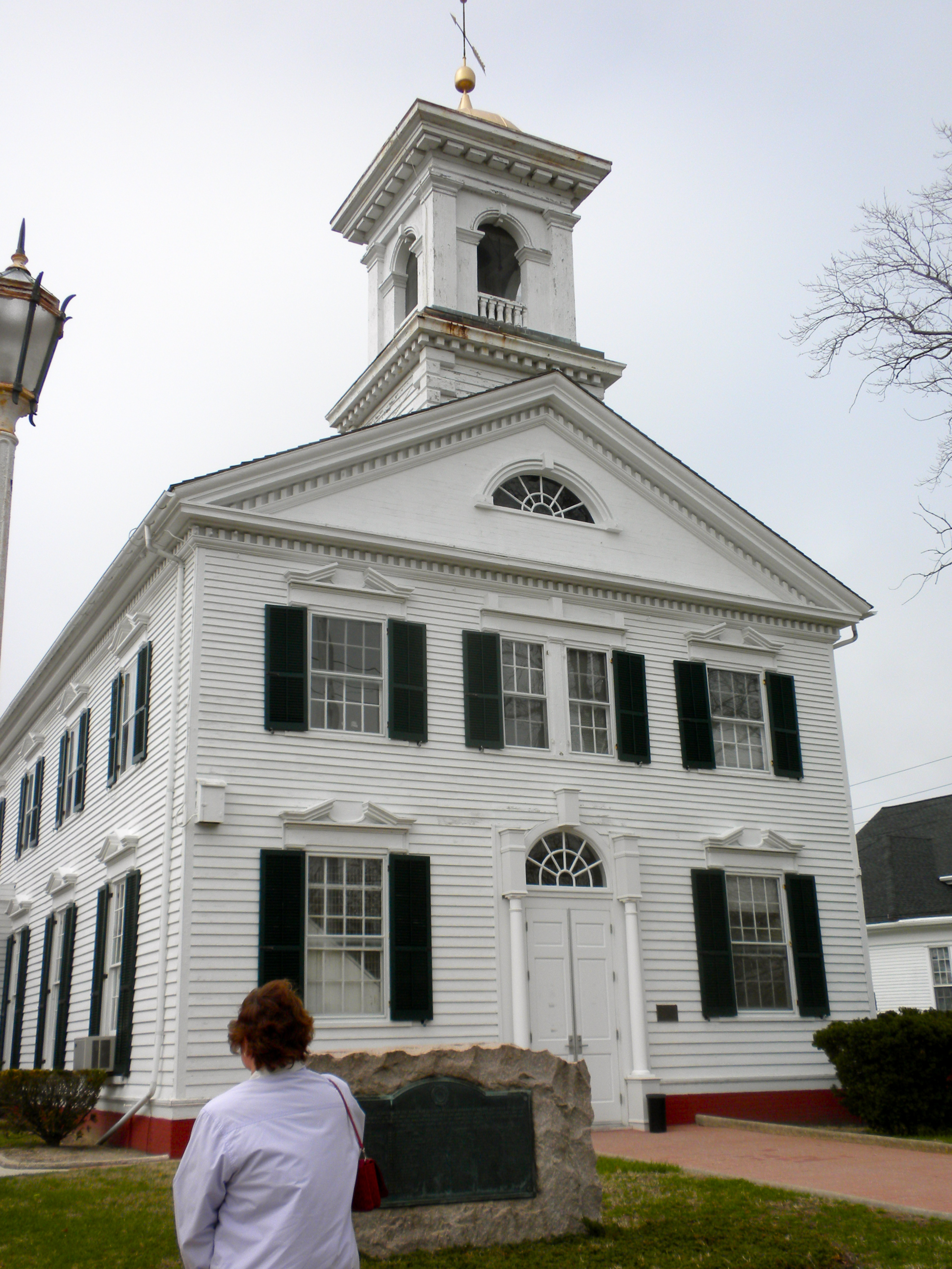
Cape May County Courthouse, seu del Comtat de Cape May.
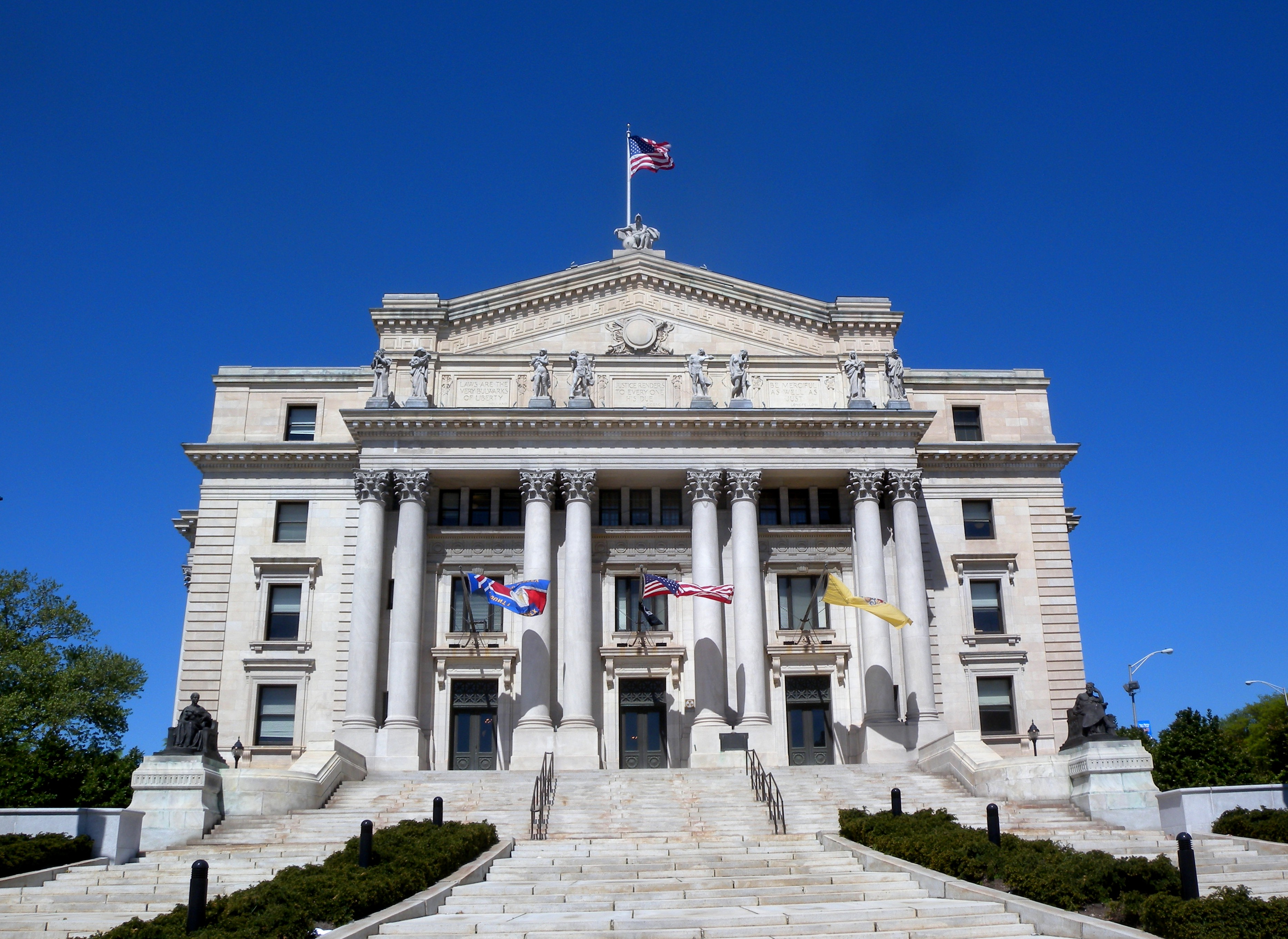
Essex County Courthouse, seu del Comtat d'Essex, inclòs en el Registre Nacional de Llocs Històrics.